# Nelson Carmichael
Nelson Carmichael   (Columbus, 19 de novembre de 1965) és un esquiador estatunidenc, ja retirat, especialista en bamps.
El 1992 va prendre part en els Jocs Olímpics d'Hivern d'Albertville, on guanyà la medalla de bronze en la prova de bamps del programa d'esquí acrobàtic.
En el seu palmarès també destaquen sis campionats nacionals, dues victòries en la general de la Copa del Món de bamps i dotze victòries individuals en la mateixa Copa del món.